# Huawei Ascend G600
Huawei Ascend G600 es un teléfono inteligente desarrollado por la compañía china Huawei salió a la venta en agosto de 2012. Su aspecto es similar al de los modelos Huawei Ascend Y300 y Huawei Ascend G510. Usa el sistema operativo es el Android versión 4.0 Ice Cream Sandwich. Admite tarjetas de memoria hasta 32 GB.

## Características
Como otros teléfonos de la línea Ascend, Huawei provee dos modelos para redes diferentes de acceso: G600-U8950-1, para redes bajo el estándar 3G europeo y G600-U8950-51, para estándar 3G estadounidense. Ambos modelos, comparten el poseer un chipset Qualcomm Snapdragon S3 MSM8260 y un procesador de doble núcleo de 1,2 GHz. Sus dimensiones son de 13,4 x 6,75 x 1,05 centímetros y su peso es de 145 gramos. Su pantalla táctil tiene una resolución de 540 x 960 píxeles. Su cámara trasera es de 8 Megapíxeles y tiene una resolución de 3264 x 2448 píxeles y tiene cámara delantera. Tiene conectividad Wi-Fi, Bluetooth, DLNA, USB, NFC y GPS.

## Rendimiento del equipo
A diferencia de otros equipos de la línea Ascend, el G600 está provisto de una batería de tecnología de polímero de litio de 1930 mAh que permite un tiempo de espera de hasta 360 horas y de conversación de hasta 6 horas.